# Kantunil
Kantunil es una población del estado mexicano de Yucatán, localizada en el centro del estado. Es la cabecera del municipio homónimo.

## Toponimia
El nombre de Kantunil, significa en lengua maya lugar de piedras amarillas o pedregal de este color, por derivarse del vocablo Kan, amarillo y Tun,  Tunil, que significa piedra o pedrerío. El Vocablo Kan también denomina algo bueno, precioso. En ese sentido sería entonces Kantunil, piedra preciosa.

## Historia
Con anterioridad a la conquista española, la zona donde está enclavada la villa de Kantunil pertenecció a la jurisdicción de Ah Kin Chel. Sin embargo, no se tiene noticia de la existencia de ningún poblado en el lugar donde hoy se encuentra la villa de Kantunil.
En 1588 se da el primer registro de Kantunil en la historia escrita, relacionando la población con el viaje a Yucatán de Fray Alonzo Ponce.
En 1825, Kantunil fue integrado al partido de la costa cuya cabecera fue Izamal.
En 1918, se erigió en la cabecera del municipio homónimo.

## Ubicación
Kantunil está ubicado 18 km al sur de Izamal, en el km 67 de la carretera que conduce de Mérida a Chichén Itzá.

## Sitio arqueológico
En la cercanía de Kantunil hay un yacimiento arqueológico de la cultura maya denominado Colobá.